# Offener Kanal Essen
Der Offene Kanal Essen (OK43) war ein Bürgerfernsehsender, der von einem gleichnamigen Trägerverein betrieben wurde. Das Programm wurde analog in das Kabelnetz der Stadt Essen eingespeist (Kanal S21), die Reichweite lag zuletzt bei rund 190.000 Haushalten.
Der Offene Kanal Essen gehörte neben dem Offenen Kanal Dortmund zu den beiden größten Offenen Kanälen in Nordrhein-Westfalen (Kategorie A).
Am 1. Januar 2009 hat der Offene Kanal den Betrieb eingestellt. Hierzu gehören der TV-Sender sowie das Anbieten von Seminaren oder den Verleih von Technik und Schnittplätzen. Die Landesmedienkommission hat auf Vorschlag der LfM NRW beschlossen, Offene Kanäle nicht mehr weiter in der bisherigen Form zu fördern.
Das Programm wurde am Silvesterabend 2008 mit einer 4-stündigen Live-Sendung („Der Letzte macht das Licht aus!“) beendet, die einen Rückblick auf fast 18 Jahre OK43 gab und auch durch zahlreiche Gespräche, z. B. mit der Geschäftsführerin und Produzenten bzw. Nutzern, einen Überblick auf die aktuelle Situation gab. Nach der eigentlichen Live-Sendung wurde in der Sendetechnik das TV-Programm live im Fernsehen abgeschaltet. Seitdem ist eine Informationstafel zu sehen.

## OK43
Für das Programm wurde häufig die Abkürzung OK43 benutzt, ein Akronym, das für Offener Kanal steht, sowie den ersten beiden Ziffern der Postleitzahl von Essen zur Gründungszeit: 4300.
Im Zuge einer teilweisen Neuausrichtung und Umstrukturierung des Programmschemas im Januar 2008 wurde damit begonnen, das Erscheinungsbild (CI) zu aktualisieren. Die bisherige Bildmarke rückte stärker in den Hintergrund und die Aussage „Fernsehen für Essen“ wurde Teil des Logos.

## TV-Programm
OK43 war 24 Stunden täglich zu empfangen, ein Großteil des Programms bestand aus Beiträgen von Produzenten. In der übrigen Zeit wurden Infotafeln (s. u.) und Beiträge der Reihe an:stadt gesendet.
Mit der Umstellung des Programmschemas 2008 gab es zwei wesentliche Arten von Sendeblöcken, die in dieser Form einmalig in NRW waren:
- Beiträge aus Redaktionsgruppen wurden Mo. – Fr. ab 19 Uhr und Sa. ab 20 Uhr gesendet und standen täglich unter einem anderen Themenschwerpunkt. Hier trafen sich regelmäßig Nutzer, um den Ablauf des Sendeblockes zu planen und zu organisieren. Somit konnte neben der gemeinsamen Planung vor allem ein Erfahrungsaustausch und das Fernsehen-machen lernen stattfinden.
- Beiträge im Freiraum. Produzenten, die Beiträge nicht innerhalb der Redaktionsgruppen planen und ausstrahlen mochten, konnten den klassischen offenen Zugang nutzen und ihre Beiträge Mo. – Fr. ab 0 Uhr und Sa. ab 22 Uhr senden.

### Erstausstrahlungen
|         | Montag                  | Dienstag                         | Mittwoch                 | Donnerstag             | Freitag                   | Samstag              | Sonntag |
| ------- | ----------------------- | -------------------------------- | ------------------------ | ---------------------- | ------------------------- | -------------------- | ------- |
| 19–20 h | Redaktion (Sportstunde) | Redaktion (Schule & Integration) | Redaktion (Lokaltermin)  | Redaktion (Kultur-gut) | Redaktion (Essen KOMPAKT) |                      |         |
| 20–22 h |                         |                                  |                          |                        |                           | Redaktion (OK mobil) |         |
| 0–1 h   | Freiraum (inEcht)       | Freiraum (Seitenblicke)          | Freiraum (Buntfernsehen) | Freiraum (Clipculture) | Freiraum (abgedreht)      |                      |         |

Die Sendeblöcke wurden über die Woche mehrfach zu unterschiedlichen Zeiten wiederholt.

## Programmsparten
Um das Programm besser gliedern zu können und übersichtlicher zu gestalten, wurden Sparten eingeführt, die sich mit bestimmten Themen befassen und nach Möglichkeit zu regelmäßigen Sendezeiten gesendet werden. Zuletzt gab es folgende Sparten:
- Redaktionell
  - Sportstunde (Lokalsport)
  - Schule & Integration (Schule, Ausbildung, Integration)
  - Lokaltermin (Politik, Gesellschaft)
  - Kultur-gut (Kino, Musik, Theater, Spielfilm, Themenabende, Events, Stadtfeste)
  - Essen KOMPAKT (Aktuelles, Trailer, Kurzberichte, NiF, Veranstaltungstipps)
  - OK mobil (Event, Talk)
- Freiraum
  - inEcht (Dokumentationen und Reportagen)
  - Seitenblicke (Programmaustausch mit anderen Offenen Kanälen)
  - Buntfernsehen (Unterhaltung und Lifestyle)
  - Clipculture (Musikclips)
  - abgedreht (Serien, Kurzfilme)
- an:stadt (Impressionen des Alltäglichen)

## Regelmäßige Sendungen
Auf OK43 wurden eine Reihe von regelmäßigen Sendungen ausgestrahlt, die von Redaktionsgruppen erstellt wurden. Hierzu zählten z. B.
- Berlin Bohème und Montagskinder – schwul-lesbische Soaps von Andreas Weiß
- City Talk – Reportagen von Essener Veranstaltungen, Essener Plätzen, Essener Bürgern
- Der Literaturkaffee – Die einzige Sendung im deutschen Fernsehen, die sich ausschließlich mit dem deutschen Krimi befasst.
- fifteen – Das Magazin von Jugendlichen für Jugendliche.
- Lehrstellen TV – Berichte rund um das Thema Ausbildung und Lehre.
- Music Cult Ruhr – Schlagermusiksendung mit Künstlern und Newcomern vor allem aus dem Ruhrgebiet
- PASSIERT – Wöchentliches Stadtmagazin, das von Praktikanten produziert wird
- Powerplay – Wöchentliches Sportmagazin mit lokalen Spielen z. B. der ESC Moskitos Essen
- Stadtgeflüster – Wöchentliches Vieraugengespräch mit Anruferbeteiligung zu lokalen Themen
- Walter Late Night – 14-tägliches Late-Night-Format mit Talkgästen, Newcomerbands und Einspielern (Comedy, aktuelle Berichte)[7]
- Trash-TV – Stadtrundgänge, Pranks und Interviews  mit der Plüsch-Krake und Moderator Jan Specht

## Ausbildung und Qualifizierung
OK43 verstand sich nicht nur als reiner Bürgersender – zum einen bildete der Offene Kanal Essen bis zuletzt vier Auszubildende zum Mediengestalter Bild und Ton aus,(z. T. in Kooperation mit der LfM), zum anderen bot OK43 Redaktionsgruppenbetreuung und zahlreiche Seminare an, die eine Qualifizierung im Umgang mit dem Medium Fernsehen ermöglichten, sei es vom technischen oder redaktionellen Standpunkt.
Zahlreiche vom OK43 Qualifizierte sind zum Teil bis heute regelmäßig in den Medien präsent. Zu den bekanntesten gehören Hans-Werner Fittkau (n-tv, PHOENIX), Tom Briele (WDR, Deutsche Welle TV, Kanal4/RTL), Dirk Stolzenberg (Radio Essen, N-Joy-Radio), Manuel Neukirchner (Radio Essen, DFB, Deutsches Fußballmuseum), Christian Schreckeneder (WDR), Michael Tobias (Radio Essen, Radio NRW, Radio RSG) und Matthias Walter (RTL Explosiv).

## Informationsplattform

### Infotafeln
Außerhalb der Sendezeiten für Nutzerbeiträge strahlte der Offene Kanal Essen Infotafeln aus, die den Zuschauer über das TV-Programm, Neuigkeiten aus der Stadt(z. B. Verkehrsinformationen, Wetter, Veranstaltungen) und die Seminarangebote informierten. Außerdem konnten Nutzer eigene Tafeln buchen, die dann nach eigenen Wünschen gestaltet wurden und z. B. auf eigene Veranstaltungen aufmerksam machten. Diese Tafeln liefen auch in Verantwortung des entsprechenden Nutzers.

### Teletext

Teletext OK43

Ab 2005 strahlte OK43 einen Teletext aus, in dem das aktuelle TV-Programm, Seminarinformationen aber auch z. B. das Kinoprogramm zu finden waren. Zur WM 2006 wurde sogar die Möglichkeit angeboten, sich die aktuellen Tore während Live-Spielen ins laufende Bild einblenden zu lassen.

### Website
Seit 1999 bot OK43 auf seiner eigenen Website auch Informationen zum Programm und Seminaren an. Seit dem Neustart 2005 hat die inzwischen als beste OK-Website NRW ausgezeichnete Website eine Vielzahl an Informationen zum Sender und zum Verein angeboten. Die Domain ok43.de gehört heute einem anderen Inhaber.

### Internet-TV
2003 als Pilotprojekt gestartet, hat OK43 als einziger Offener Kanal in Deutschland einen Breitband-Livestream rund um die Uhr angeboten, über den auch Zuschauer, die nicht an das Essener Kabelnetz angeschlossen sind, das Programm verfolgen konnten.